# Ercole Gualazzini
Ercole Gualazzini (San Secondo Parmense, 22 de junio de 1944). Fue un ciclista italiano, profesional entre 1966 y 1978, cuyos mayores éxitos deportivos los logró en las Grandes Vueltas al obtener 2 victorias de etapa en el Tour de Francia y sendas victorias de etapa en la Vuelta a España y en el Giro de Italia.

## Palmarés
| 1969 - 1 etapa de la Vuelta a España 1970 - Tour d'Indre-et-Loire, más 2 etapas 1971 - 1 etapa del Giro de Italia 1972 - 1 etapa del Tour de Francia 1973 - 1 etapa del Giro de Cerdeña | 1974 - 1 etapa del Tour de Francia - 1 etapa del Giro de Italia 1976 - 1 etapa del Giro de Italia 1977 - Sassari-Cagliari - 1 etapa del Giro de Italia |

## Resultados en Grandes Vueltas y Campeonatos del Mundo
Durante su carrera deportiva ha conseguido los siguientes puestos en las Grandes Vueltas y en los Campeonatos del Mundo en carretera:
| Carrera         | 1966 | 1967 | 1968 | 1969 | 1970 | 1971 | 1972 | 1973  | 1974 | 1975 | 1976 | 1977 | 1978 |
| --------------- | ---- | ---- | ---- | ---- | ---- | ---- | ---- | ----- | ---- | ---- | ---- | ---- | ---- |
| Giro de Italia  | -    | -    | -    | 69.º | -    | Ab.  | -    | 101.º | 96.º | -    | Ab.  | Ab.  | -    |
| Tour de Francia | -    | -    | -    | -    | -    | Ab.  | Ab.  | -     | Ab.  | -    | Ab.  | -    | -    |
| Vuelta a España | -    | -    | -    | 63.º | -    | -    | -    | -     | -    | -    | -    | -    | -    |
| Mundial en Ruta | -    | -    | -    | -    | -    | -    | -    | -     | -    | -    | -    | -    | -    |

-: no participa 

F.c.: descalificado por "fuera de control"

Ab.: abandono